# Намакзар
Намакзар або Намаксар (перс. نمکزار) — сезонне солоне озеро, західна частина якого розташована між провінціями Південний Хорасан і Хорасан-Резаві в Ірані, а східна частина — в провінції Герат в Афганістані. Озеро має поверхню приблизно 800 км², глибина — до 1 м і об'єм — до 400 мільйонів м³, але наведені показники з'являються виключно в період вологої пори року. Водою воно харчується в першу чергу з допомогою річок, які притікають з заходу, а кількість опадів незначна. Середня висота над рівнем моря — 596 м.

## Географія
Намакзар розташований посеред Іранського плато і в широкому орографічному сенсі являє собою геологічну западину, розташовану між іранським Бахарським нагір'ям на півночі і Східноіранським нагір'ям на заході, а також крайніх меж афганського нагір'я Кухха-є-Сіях на сході. Западина в цілому охоплює і Петерган, розташований південніше на висоті +30 м вище, ніж вона сама, хоча фізично він відділений горами Хума-Кух (1170 м) і Шекасте-є-Чах-Там (729 м). Між двох озер знаходиться і Дак-е Хамун, невелике озеро з поверхнею всього 1,5 км². Цей регіон має подібні геологічні та стратиграфічні характеристики з пустелею Деште-Лут і складається з стабільної палеозойської платформи, перекритої щільними осадовими породами з мезозою, а також і алювієм з періоду голоцену. Озеро — витягнутої форми, і простягається в напрямку північний захід - південний схід, маючи довжину приблизно 45 км, ширина коливається від 10 км у південній і до 15 км у північній частині. Перпендикулярно до східного берега розташовується частина озера довжиною 25 км і шириною до 8 км, яка повністю розташовується на території Афганістану і утворює 20 % загальної поверхні озера. .

## Гідрологія
Намакзар в гідрологічному і гідрогеологічному аспектах традиційно класифікується під т. зв. Систанський водозбірний басейн, один з восьми внутрішніх басейнів Іранського плато з Хамун-е-Хельмандом в центрі, але озеро насправді являє орографічно відокремлений водозбірний басейн, розташований нижче щодо Петергана. Вододіли цього єдиного водозбірного басейну обмежені верхами Східноіранського нагір'я, яке його відокремлює від водозбірного басейну Дешт-е-Лута на заході, на півночі його Бахарське нагір'я і Кух-е-Шамтиг відокремлюють від водостоку Харі-Руда і Каракумського водозбірного басейну, а на півдні і сході ряд пагорбів його відокремлюють від водозбірного басейну Петергана.

## Флора і фауна
Флора Намакзара обумовлена кліматом і високим ступенем солоності, включає різні сукуленти і галофіти, характерні для пустельних і напівпустельних меж. Хоча фауну цих просторів досліджували ще А. Кейсерліг в кінці 1850-х і В. Т. Бланфорд на початку 1870-х рр. вона і до сьогоднішнього дня досить слабо досліджена через географічну ізольованість. Загалом фауна Намакзара збігається з фауною в Дешт-е-Луті, Дешт-е-Кевірі і Систані, а включає перелітних птахів, рептилій і невелику кількість видів ссавців. Один ідентифікований вид риби — Capoeta fusca (вид коропа), місце проживання якого — в основному місцевості більш низької солоності, такі як гирла приток озер. Ендемічний вид комах на цих теренах — Saxetania decumana.